# Saint-Vitte-sur-Briance
Saint-Vitte-sur-Briance ist eine französische Gemeinde mit 323 Einwohnern (Stand 1. Januar 2022). Sie gehört zur Region Nouvelle-Aquitaine, zum Département Haute-Vienne, zum Arrondissement Limoges und zum Kanton Eymoutiers. Sie grenzt im Norden an Saint-Méard, im Osten an La Croisille-sur-Briance, im Süden an La Porcherie, im Westen an Saint-Germain-les-Belles und im Nordwesten an Glanges.

## Bevölkerungsentwicklung
| Jahr      | 1962 | 1968 | 1975 | 1982 | 1990 | 1999 | 2008 | 2013 |
| --------- | ---- | ---- | ---- | ---- | ---- | ---- | ---- | ---- |
| Einwohner | 573  | 516  | 440  | 353  | 321  | 330  | 341  | 341  |